# Dubbeldam (Schiff)
Die Dubbeldam war ein 1891 in Dienst gestelltes Passagierschiff der niederländischen Reederei Holland-America Line, das als Transatlantikliner auf dem Nordatlantik eingesetzt wurde und Passagiere, Fracht und Post von Rotterdam nach Südamerika und später nach Baltimore beförderte. 1895 wurde Das Schiff an die britische Red Cross Line verkauft und in Madeirense umbenannt. Es sank am 28. Juli 1912 bei Crooked Island (Bahamas).

## Das Schiff
Im Jahr 1888 eröffnete die Holland-America Line einen neuen Linienservice von Rotterdam nach Brasilien und zum Río de la Plata und bestellte aus diesem Grund zwei neue Schiffe, die für die Abdeckung dieser Route gedacht waren, die Dubbeldam (2.760 BRT) und die Didam (2.751 BRT). Bis zur Fertigstellung der beiden Schiffe befuhren ältere Schiffe der Reederei die Strecke. Da jedoch die Baring-Krise von 1890 Handel und Einwanderung nach Südamerika stark beeinträchtigten, wich die HAL von ihrem ursprünglichen Plan ab und setzte nur die Didam auf die Südamerika-Route. Die Dubbeldam befuhr stattdessen die traditionelle Nordatlantikroute.
Das aus Stahl gebaute Dampfschiff Dubbeldam wurde auf der Werft Bonn & Mees in Rotterdam gebaut und lief am 23. April 1891 vom Stapel. Taufpatin war die Tochter von Otto Reuchlin, einem der Direktoren der Reederei. Die Dubbeldam war ein 104,54 Meter langes und 12,19 Meter breites Passagier- und Frachtschiff, das mit zwei Decks, zwei Schiffsmasten und einem Schornstein versehen war.
Die dreizylindrige Dreifachexpansions-Dampfmaschine trieb einen einzelnen Propeller an und konnte eine Geschwindigkeit von 12 Knoten gewährleisten. Die Maschinenleistung lag bei 2100 PSi. Das Schiff konnte 40 Reisende in der Ersten und 468 in der Dritten Klasse befördern.
Die Dubbeldam lief am 26. April 1891 zu ihrer Jungfernfahrt von Amsterdam nach Baltimore aus. Später war Rotterdam der Ausgangspunkt der Reisen. Zusammen mit der Didam wurde die Dubbeldam im September 1895 für 58.000 Pfund Sterling an die 1869 gegründete Red Cross Line (Robert Singlehurst & Company) verkauft und fuhr für diese als Madeirense (die Didam erhielt den Namen Santarense). Durch diesen Verkauf wurde der Bau der neuen Rotterdam (III) von 1897 finanziert. 1901 kam es zu einem weiteren Eignerwechsel, als die Red Cross Line mit der Booth Line verschmolz.
In späteren Jahren wechselte das Schiff erneut in andere Hände, darunter 1910 an Haakon B. Sørensen in Bergen und 1911 an die A/S Cuneo Steamship Company (Inhaber S. L. Christie), ebenfalls Bergen. Am 28. Juli 1912 lief die Madeirense während einer Überfahrt von New York nach Port Antonio beim Bird Rock-Leuchtturm an der Küste von Crooked Island (Bahamas) auf Grund. Sie hatte Passagiere und Fracht an Bord. Es gab keine Todesopfer, aber das Schiff wurde zum Totalverlust.